# محفظه خودکشی

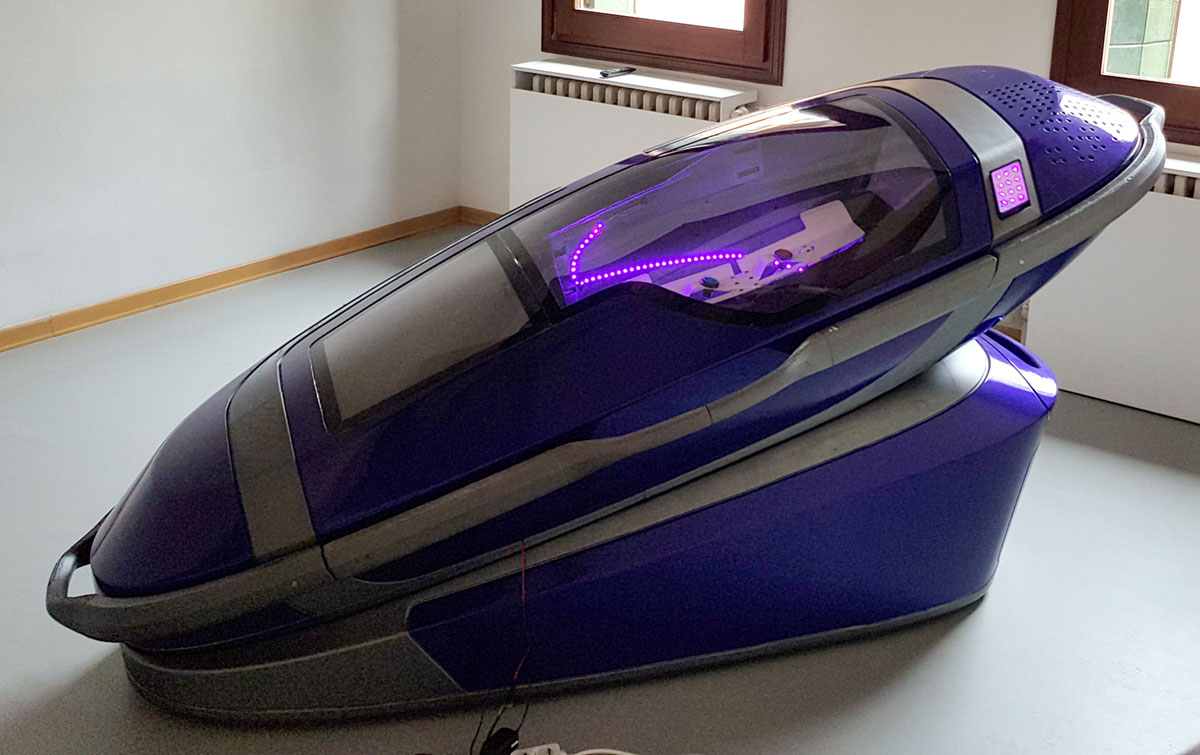
دستگاهِ مرگ‌آسانی، اختراع فیلیپ نیچک

محفظهٔ خودکشی یا پوشینهٔ خودکشی (در انگلیسی: Sarco pod) یک دستگاهِ به‌مرگی است که از یک محفظه‌یِ جداشدنیِ بر یک پایه و یک قوطیِ نیتروژن مایع ساخته شده‌است. این دستگاه، خودکشی را از راه خفگی با گاز نجیب فراهم می‌کند. این دستگاه همراه با یک گاز نجیب (نیتروژن) کار می‌کند تا سطح اکسیژن را به تندی بکاهد و با افزایش دی‌اکسید کربن در خون از «وحشت»، «احساس خفگی»، «تقلای پیش از بی‌هوشی»(پاسخ‌های هیپرکاپنیک) جلوگیری بکند.: 45  محفظه را فیلیپ نیچک، هوادارِ به‌مرگی، در سال ۲۰۱۷ ساخت. مخترع در سال ۲۰۲۱ گفت که او به دنبال مسائلِ حقوقیِ قانونی‌بودنِ دستگاه در سوئیس بوده‌است.

## واژه‌شناسی
پارهٔ Sarco پیشوندی در زبان انگلیسی برای اشاره به گوشت و جسمِ جاندار است که در معنای فعلیِ «کُشتن»، «شکارکردن» و «سلاخی‌کردن» نیز به کار می‌رود. این پسوند در واژهٔ sarcophagus نیز به کار رفته و وجودش در نامِ این دستگاه تلمیحی به همین واژه است. واژهٔ Pod نیز به معنای «غلاف»، «محفظه»، «کپسول» و «پوشینه» است.

## تاریخچه
این محفظه، بسطِ فرایندِ مرگِ ناشی از کم‌اکسیژنی است که توسط کیسه خودکشی ارائه می‌شد. بسیاری از مردم در داخل کیسه، احساس تنگناهراسی می‌کردند. محفظهٔ خودکشی در راستای برطرف‌کردنِ این مشکل ساخته شد.

## کارکرد
استفاده از سارکو نیازمند یک تست آنلاین برای سنجشِ آمادگیِ ذهنی است. در صورت قبولی متقاضیان، کد استفاده از دستگاه را دریافت می‌کنند.
کاربران دستگاه می‌توانند نمای تیره یا شفاف را برای پوشینه برگزینند. (که بیرونش را در حین فرایند ببینند یا نبینند) اگر بخواهند دستگاه را به جای خاصی ببرند تا چشم‌انداز ویژه‌ای را از درون دستگاه ببینند، نمای شفاف انتخاب می‌شود. مخترع دستگاه باور دارد «مهم است که کجا می‌میریم.»
پوشینهٔ دستگاه باعث کاهش سریع سطح اکسیژن و حفظ سطحی از دی‌اکسید کربن می‌شود. در هنگام فعال‌سازی، چهار لیتر از نیتروژن مایع باعث می‌شود که سطح اکسیژن در کمتر از یک دقیقه، بی‌صدا به کمتر از ۵٪ کاهش یابد. سرنشین، دکمه را می‌فشارد و محفظه با نیتروژن پُر می‌شود. آنان اندکی احساس سرگیجه می‌کنند اما به سرعت هوشیاری خود را از دست می‌دهند و می‌میرند.

## طراحی و ساخت
این دستگاه با همکاری خودِ مخترع و یک طراح صنعتی هلندی به نام «الکساندر بنینک» طراحی شده‌است.
اندازهٔ محفظه می‌تواند براساس ابعاد مشتری، تغییر یابد. نیچک (مخترع) گفته‌است که این طراحی شبیه به یک سفینهٔ فضایی است تا به کاربران این احساس را بدهد که به «فراتردست‌ها» سفر می‌کنند.
مخترع برنامه‌ریزی کرد تا برنامه‌های متن‌باز برای محفظه را تا سال ۲۰۱۹ منتشر کند.